# Corona del principe del Liechtenstein

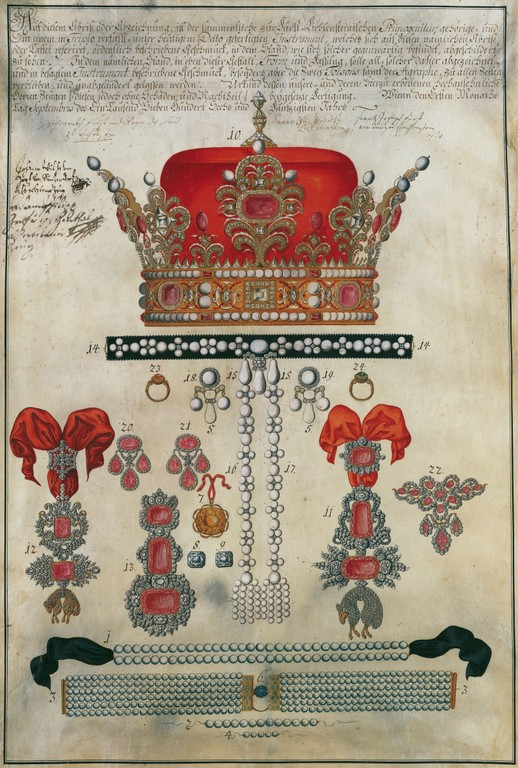
Disegno ottocentesco che illustra i gioielli della corona reale del Liechtenstein

La corona del Liechtenstein è la corona utilizzata formalmente per le proprie incoronazioni dal principe del Liechtenstein. 
Dopo aver raggiunto lo status indipendente nel 1719 con il proprio reame, il principe Antonio Floriano di Liechtenstein fece costruire per sé e per i suoi successori una nuova corona per simboleggiare la nuova condizione. I principi non vennero mai effettivamente incoronati ma godettero di un'investitura formale con l'utilizzo della corona. 
La corona è modellata alla base sulla corona imperiale d'Austria, con otto foglie d'acanto d'oro ingioiellate, alternate in differenti dimensioni, con l'aggiunta di diamanti, perle, rubini e spinelli. La corona stessa ebbe vita breve ed andò persa, ne venne realizzata una copia dal popolo del Liechtenstein per il principe Francesco Giuseppe II nel suo settantesimo compleanno.